# Montedinove
Montedinove är en ort och kommun i provinsen Ascoli Piceno i regionen Marche i Italien. Kommunen hade 510 invånare (2018).